# Grand Prix Wielkiej Brytanii 1953
Grand Prix Wielkiej Brytanii 1953 (oryg. RAC British Grand Prix) – 6. runda Mistrzostw Świata Formuły 1 w sezonie 1953, która odbyła się 18 lipca 1953 po raz 4. na torze Silverstone.
6. Grand Prix Wielkiej Brytanii, 4. zaliczane do Mistrzostw Świata Formuły 1.

## Wyniki

### Kwalifikacje
Źródło: statsf1.com
| P  | Nr | Kierowca                | Konstruktor(-silnik)  | Opony | Czas   | Odstęp | Strata |
| -- | -- | ----------------------- | --------------------- | ----- | ------ | ------ | ------ |
| 1  | 5  | Alberto Ascari          | Ferrari               | P     | 1:48,0 | –      | –      |
| 2  | 24 | José Froilán González   | Maserati              | P     | 1:49,0 | +1,0   | +1,0   |
| 3  | 8  | Mike Hawthorn           | Ferrari               | P     | 1:49,2 | +0,2   | +1,2   |
| 4  | 23 | Juan Manuel Fangio      | Maserati              | P     | 1:50,0 | +0,8   | +2,0   |
| 5  | 6  | Giuseppe Farina         | Ferrari               | P     | 1:50,5 | +0,5   | +2,5   |
| 6  | 7  | Luigi Villoresi         | Ferrari               | P     | 1:51,0 | +0,5   | +3,0   |
| 7  | 26 | Onofre Marimón          | Maserati              | P     | 1:51,3 | +0,3   | +3,3   |
| 8  | 29 | Maurice Trintignant     | Gordini               | E     | 1:52,0 | +0,7   | +4,0   |
| 9  | 28 | Harry Schell            | Gordini               | E     | 1:52,0 | +0,0   | +4,0   |
| 10 | 14 | Tony Rolt               | Connaught-Lea-Francis | D     | 1:54,0 | +2,0   | +6,0   |
| 11 | 16 | Ken Wharton             | Cooper-Bristol        | D     | 1:54,0 | +0,0   | +6,0   |
| 12 | 1  | Lance Macklin           | HWM-Alta              | D     | 1:57,0 | +3,0   | +9,0   |
| 13 | 11 | Kenneth McAlpine        | Connaught-Lea-Francis | D     | 1:57,6 | +0,6   | +9,6   |
| 14 | 20 | Peter Whitehead         | Cooper-Alta           | D     | 1:57,8 | +0,2   | +9,8   |
| 15 | 18 | Jimmy Stewart           | Cooper-Bristol        | D     | 1:58,0 | +0,2   | +10,0  |
| 16 | 25 | Felice Bonetto          | Maserati              | P     | 1:58,2 | +0,2   | +10,2  |
| 17 | 3  | Duncan Hamilton         | HWM-Alta              | D     | 2:02,2 | +4,0   | +14,2  |
| 18 | 17 | Bob Gerard              | Cooper-Bristol        | D     | 2:02,2 | +0,0   | +14,2  |
| 19 | 10 | Prince Bira             | Connaught-Lea-Francis | D     | 2:04,0 | +1,8   | +16,0  |
| 20 | 15 | Ian Stewart             | Connaught-Lea-Francis | D     | 2:04,0 | +0,0   | +16,0  |
| 21 | 19 | Alan Brown              | Cooper-Bristol        | D     | 2:04,0 | +0,0   | +16,0  |
| 22 | 30 | Jean Behra              | Gordini               | E     | 2:04,0 | +0,0   | +16,0  |
| 23 | 2  | Peter Collins           | HWM-Alta              | D     | 2:05,0 | +1,0   | +17,0  |
| 24 | 9  | Louis Rosier            | Ferrari               | D     | 2:07,0 | +2,0   | +19,0  |
| 25 | 22 | Tony Crook              | Cooper-Bristol        | D     | 2:07,4 | +0,4   | +19,4  |
| 26 | 31 | Emmanuel de Graffenried | Maserati              | P     | 2:08,0 | +0,6   | +20,0  |
| 27 | 4  | Jack Fairman            | HWM-Alta              | D     | 2:08,4 | +0,4   | +20,4  |
| 28 | 12 | Roy Salvadori           | Connaught-Lea-Francis | D     | 2:09,0 | +0,6   | +21,0  |
| P  | Nr | Kierowca                | Konstruktor(-silnik)  | Opony | Czas   | Odstęp | Strata |

### Wyścig
Źródła: statsf1.com
| P                                                     | + / –     | Nr | Kierowca                | Konstruktor           | Opony | Okr. | Czas / Strata | Komentarz       |
| ----------------------------------------------------- | --------- | -- | ----------------------- | --------------------- | ----- | ---- | ------------- | --------------- |
| 1                                                     | Bez zmian | 5  | Alberto Ascari          | Ferrari               | P     | 90   | 2:50:00,0     |                 |
| 2                                                     | 2         | 23 | Juan Manuel Fangio      | Maserati              | P     | 90   | +1:00,0       |                 |
| 3                                                     | 2         | 6  | Giuseppe Farina         | Ferrari               | P     | 88   | +2 okr.       |                 |
| 4                                                     | 2         | 24 | José Froilán González   | Maserati              | P     | 88   | +2 okr.       |                 |
| 5                                                     | 2         | 8  | Mike Hawthorn           | Ferrari               | P     | 87   | +3 okr.       |                 |
| 6                                                     | 10        | 25 | Felice Bonetto          | Maserati              | P     | 82   | +8 okr.       |                 |
| 7                                                     | 12        | 10 | Prince Bira             | Connaught-Lea-Francis | D     | 82   | +8 okr.       |                 |
| 8                                                     | 3         | 16 | Ken Wharton             | Cooper-Bristol        | D     | 80   | +10 okr.      |                 |
| 9                                                     | 5         | 20 | Peter Whitehead         | Cooper-Alta           | D     | 79   | +11 okr.      |                 |
| 10                                                    | 14        | 9  | Louis Rosier            | Ferrari               | D     | 78   | +12 okr.      |                 |
| Niesklasyfikowani                                     |           |    |                         |                       |       |      |               |                 |
|                                                       |           | 18 | Jimmy Stewart           | Cooper-Bristol        | D     | 79   | +11 okr.      | poślizg         |
|                                                       |           | 14 | Tony Rolt               | Connaught-Lea-Francis | D     | 70   | +20 okr.      | przekładnia     |
|                                                       |           | 7  | Luigi Villoresi         | Ferrari               | P     | 65   | +25 okr.      | przekładnia     |
|                                                       |           | 26 | Onofre Marimón          | Maserati              | P     | 65   | +25 okr.      | silnik          |
|                                                       |           | 2  | Peter Collins           | HWM-Alta              | D     | 56   | +34 okr.      | poślizg         |
|                                                       |           | 19 | Alan Brown              | Cooper-Bristol        | D     | 56   | +34 okr.      | przegrzanie     |
|                                                       |           | 4  | Jack Fairman            | HWM-Alta              | D     | 54   | +36 okr.      | sprzęgło        |
|                                                       |           | 12 | Roy Salvadori           | Connaught-Lea-Francis | D     | 50   | +40 okr.      | zawieszenie     |
|                                                       |           | 31 | Emmanuel de Graffenried | Maserati              | P     | 34   | +56 okr.      | sprzęgło        |
|                                                       |           | 1  | Lance Macklin           | HWM-Alta              | D     | 31   | +59 okr.      | sprzęgło        |
|                                                       |           | 30 | Jean Behra              | Gordini               | E     | 30   | +60 okr.      | pompa paliwowa  |
|                                                       |           | 15 | Ian Stewart             | Connaught-Lea-Francis | D     | 24   | +66 okr.      | zapłon          |
|                                                       |           | 29 | Maurice Trintignant     | Gordini               | E     | 14   | +76 okr.      | oś              |
|                                                       |           | 3  | Duncan Hamilton         | HWM-Alta              | D     | 14   | +76 okr.      | sprzęgło        |
|                                                       |           | 28 | Harry Schell            | Gordini               | E     | 5    | +85 okr.      | elektryka       |
|                                                       |           | 11 | Kenneth McAlpine        | Connaught-Lea-Francis | D     | 0    | +90 okr.      | wycofał się     |
|                                                       |           | 22 | Tony Crook              | Cooper-Bristol        | D     | 0    | +90 okr.      | system paliwowy |
| Nie wystartowali / niedopuszczeni do ponownego startu |           |    |                         |                       |       |      |               |                 |
|                                                       |           | 21 | Stirling Moss           | Cooper-Alta           | D     | 0    |               | nie przybył     |
|                                                       |           | 27 | Louis Chiron            | OSCA                  | P     | 0    |               | nie przybył     |
| P                                                     | + / –     | Nr | Kierowca                | Konstruktor           | Opony | Okr. | Czas / Strata | Komentarz       |

### Najszybsze okrążenie
Źródło: statsf1.com
| Nr | Kierowca              | Konstruktor | Czas   | Okr. |
| -- | --------------------- | ----------- | ------ | ---- |
| 5  | Alberto Ascari        | Ferrari     | 1:50,0 | –    |
| 24 | José Froilán González | Maserati    | 1:50,0 | –    |

### Prowadzenie w wyścigu
Źródło: statsf1.com
| Nr                              | Kierowca       | Konstruktor | Okrążenia | Suma |
| ------------------------------- | -------------- | ----------- | --------- | ---- |
| 5                               | Alberto Ascari | Ferrari     | 1-90      | 90   |
| \| Wykres \| \| ------ \| \| \| |                |             |           |      |
| Wykres                          |                |             |           |      |
|                                 |                |             |           |      |

## Klasyfikacja po wyścigu
Pierwsza piątka otrzymywała punkty według klucza 8-6-4-3-2, 1 punkt przyznawany był dla kierowcy, który wykonał najszybsze okrążenie w wyścigu. Klasyfikacja konstruktorów została wprowadzona w 1958 roku. Liczone było tylko 4 najlepsze wyścigi danego kierowcy.
Uwzględniono tylko kierowców, którzy zdobyli jakiekolwiek punkty
| P  | +/− | Kierowca                | Starty | Punkty      | P1 | P2 | P3 | PP | NO | NS |
| -- | --- | ----------------------- | ------ | ----------- | -- | -- | -- | -- | -- | -- |
| 1  | 0   | Alberto Ascari          | 5      | 33,5 (36,5) | 4  | –  | –  | 4  | 2  | –  |
| 2  | 0   | Mike Hawthorn           | 5      | 16          | 1  | –  | –  | –  | –  | –  |
| 3  | +1  | José Froilán González   | 5      | 13,5        | –  | –  | 3  | –  | 2  | 1  |
| 4  | −1  | Luigi Villoresi         | 5      | 13          | –  | 2  | –  | –  | 1  | 2  |
| 5  | +2  | Juan Manuel Fangio      | 5      | 13          | –  | 2  | –  | 1  | 1  | 3  |
| 6  | 0   | Giuseppe Farina         | 5      | 12          | –  | 1  | 1  | –  | –  | 2  |
| 7  | −2  | Bill Vukovich           | 1      | 9           | 1  | –  | –  | 1  | 1  | –  |
| 8  | 0   | Art Cross               | 1      | 6           | –  | 1  | –  | –  | –  | –  |
| 9  | 0   | Emmanuel de Graffenried | 4      | 5           | –  | –  | –  | –  | –  | 1  |
| 10 | 0   | Onofre Marimón          | 3      | 4           | –  | –  | 1  | –  | –  | 1  |
| 11 | 0   | Felice Bonetto          | 4      | 2           | –  | –  | 1  | –  | –  | 2  |
| 12 | 0   | Duane Carter            | 1      | 2           | –  | –  | 1  | –  | –  | –  |
| 12 | 0   | Sam Hanks               | 1      | 2           | –  | –  | 1  | –  | –  | –  |
| 14 | 0   | Maurice Trintignant     | 5      | 2           | –  | –  | –  | –  | –  | 2  |
| 15 | 0   | Oscar Alfredo Gálvez    | 1      | 2           | –  | –  | –  | –  | –  | –  |
| 15 | 0   | Jack McGrath            | 1      | 2           | –  | –  | –  | –  | –  | –  |
| 17 | 0   | Paul Russo              | 1      | 1,5         | –  | –  | –  | –  | –  | –  |
| 17 | 0   | Fred Agabashian         | 1      | 1,5         | –  | –  | –  | –  | –  | –  |
| P  | +/− | Kierowca                | Starty | Punkty      | P1 | P2 | P3 | PP | NO | NS |